# مارچینکووو (شهرستان مرانگووو)
مارچینکووو (به لاتین: Marcinkowo) یک روستا در لهستان است که در گمینا مرانگووو واقع شده‌است. مارچینکووو ۷۶۴ نفر جمعیت دارد.